# Московская студенческая хоккейная лига
Московская студенческая хоккейная лига , МСХЛ  - студенческая спортивная лига Москвы, объединяющая под своим началом хоккейные сборные столичных университетов.  Создана в 2010 году по инициативе студентов и выпускников МАТИ и МИЭТ при поддержке Департамента физической культуры и спорта города Москвы с целью продления соревновательного процесса для выпускников хоккейных школ, не попавших в профессиональных спорт, а также для хоккеистов-любителей. С 2012 года развитием лиги занимается Ассоциация студенческого и молодёжного спорта (АСМС).
В чемпионате МСХЛ принимают участие 23 команды, поделенные на 3 дивизиона — «Магистр», «Бакалавр» и «Абитуриент». На данный момент МСХЛ является крупнейшей студенческой хоккейной лигой в России.

## История
- 2010/2011 год — 90 % команд финансируются за деньги студентов. В чемпионате принимают участие сборные 7 университетов, сыграно 27 матчей. Чемпион сезона — ХК ГУУ;
- 2011/2012 год — МСХЛ вступает в АСМС. Количество команд возрастает до 12. 70 % из них финансируют ВУЗы. Чемпионат состоял из 56 игр. Чемпион сезона — ХК РЭУ им. Плеханова;
- 2012/2013 год — в чемпионате МСХЛ принимают участие 16 команд. Растёт заинтересованность со стороны руководства ВУЗов и спонсоров. Сыграно 104 матча. Чемпион сезона — ХК РЭУ им. Плеханова;
- 2013/2014 год — чемпионат МСХЛ поделен на два дивизиона — Бакалавр и Магистр. В турнире принимают участие 23 команды столичных вузов. Сыгран 131 матч. Чемпион сезона — ХК РЭУ им. Плеханова;[1][2]
- 2014/2015 год — в Чемпионат МСХЛ заявились 22 команды. Чемпион сезона — ХК РЭУ им. Плеханова.
- 2015/2016 год — чемпионат МСХЛ поделен на три дивизиона — Бакалавр, Магистр и Абитуриент. В турнире принимают участие 28 команд столичных вузов и ХК «Держава» ТГУ им. Г. Р. Державина (Тамбов). Чемпион сезона- ХК РЭУ им. Плеханова.

## Участники МСХЛ сезона 2015/16
Дивизион «Магистр»: РЭУ им. Плеханова, МИЭТ, МАИ, МГАФК, ГЦОЛИФК, ГУУ, МГТУ им.Баумана, МАТИ, Финансовый университет при Правительстве РФ,  МЭСИ, РУДН, ТГУ им. Г.Р. Державина
Дивизион «Бакалавр»: МИИТ, МИФИ, МЭИ, РАНХиГС, РГУ нефти и газа имени И.М.Губкина, ВШЭ, МАДИ, МГЮА, МГИМО, МГМСУ, МГГУ-МИСиС.
Дивизион "Абитуриент": МГСУ, РНИМУ им. Н.И.Пирогова, МПГУ, МГУ им. М.В. Ломоносова, МФТИ, Первый МГМУ им. И.М. Сеченова, РГАУ-МСХА им. К.А. Тимирязева

## Формат
В чемпионате МСХЛ принимают участие 28 команд, поделенные на 3 дивизиона – «Магистр», «Бакалавр»и "Абитуриент". В каждом из дивизионов проводится 2 групповых этапа, по итогам которых определяются 8 сборных-участниц игр плей-офф. По окончании сезона две сильнейшие команды дивизиона «Бакалавр» переходят в сильнейший дивизион. Команды, занявшие в дивизионе «Магистр» 10-11 места переходят в дивизион «Бакалавр». Команды, занявшие в дивизионе "Абитуриент" 1-2 места переходят в дивизион "Бакалавр".

## Организаторы МСХЛ
Организация и проведение чемпионата МСХЛ осуществляется Ассоциацией студенческого и молодёжного спорта, Департаментом физического культуры и спорта города Москвы, Федерацией хоккея Москвы. Общественный контроль за деятельностью МСХЛ осуществляет Совет Лиги, который формируют официальные представители команд. Важнейшие решения, касающиеся организационных, спортивных и информационных вопросов, выносятся на рассмотрение Совета лиги. Окончательные решения принимаются исполнительной дирекцией МСХЛ, в которую входят представители АСМС, ФХМ и Департамента физической культуры и спорта города Москвы.
Судейство и техническое обеспечение матчей Чемпионата организуется при поддержке РОО «Федерация хоккея города Москвы».

## Арены
Матчи чемпионата МСХЛ сезона 2014-15 проводятся на ледовых площадках Москвы: ЛД Центральный, ЛД Южный, ЛД Молния, ЛД Вымпел, ЛД Медведково, ДС Янтарь, ЛД Зеленоградский, ЛД Метеор.
Финал сезона 2020-21 состоялся на Арене ВТБ и стал самым просматриваемым за всю историю, трансляцию в официальной группе ВКонтакте посмотрели более 56 тысяч человек.

## Болельщики
Вокруг чемпионата МСХЛ растёт активное болельщицкое сообщество. Средняя посещаемость матчей по ходу сезона - 150-200 человек.
Рекордными по посещаемости являются финальные матчи МСХЛ. В сезоне 2013/14 на финальном матче РЭУ-МИЭТ присутствовало 1500 зрителей. В сезоне 2014/15 на финальном матче РЭУ-МЭСИ присутствовало 2000 зрителей.

## Информационное освещение чемпионата МСХЛ
Информационное освещение чемпионата МСХЛ организовано Ассоциацией студенческого и молодёжного спорта на порталах www.studentsport.ru, а также на городском круглосуточном канале «Москва 24». Прямые трансляции ключевых матчей МСХЛ с комментариями экспертов ведутся на сайтах www.studentsport.ru и vsporte.ru.
С начала сезона 2014/2015 информационным партнером МСХЛ стал портал SPORT.FM
Медиа-обеспечение чемпионата МСХЛ включает в себя фото и видео сопровождение матчей чемпионата, подготовку рекламных и промороликов Чемпионата, статьи и интервью с хоккеистами и менеджерами команд, материалы и программы о внехоккейной жизни игроков. Неофициальным девизом проекта стала фраза «Живу студенческим хоккеем от выходных к выходным».